# Dirty Work (史提利·丹歌曲)
 《Dirty Work》是唐纳·费根和华特·贝克创作的歌曲，该歌曲于1972年在史提利·丹的首张专辑《Can't Buy a Thrill》中首次发行。

## 主题
“Dirty Work”意为“不讨好的工作”。这首歌的歌词描述了一个男人和一个已婚女人之间的婚外情。《Steely Dan FAQ》的作者安东尼·罗布斯特利（英語：Anthony Robustelli）将《Dirty Work》描述为“自我厌恶之歌”，而英国《卫报》则将歌曲内容描述为肥皂剧。主人公意识到那个女人在利用他，但他过于痴情，无法结束婚外情。
歌曲第二节的歌词“如同在城堡的角落里，陷入一场中世纪的游戏”指的是国际象棋里的车，而象棋正是创作者贝克的爱好。

## 风格和编排
这首歌的音乐被认为比史提利·丹的其他大多数音乐听起来更商业化。《卫报》称，至少在歌曲的一开始，这首歌听起来像一首“适合在电台播放的歌曲”。在线音乐指南服务网站AllMusic的评论家斯图尔特·梅森（英語：Stewart Mason）将这归因于副歌的“向上转调”、“深情”的古钢琴演奏，以及特邀音乐家杰罗姆·理查森演奏的次中音薩克斯風部分。史提利·丹的传记作家布莱恩·斯威特（英語：Brian Sweet）形容理查森的萨克斯独奏“非常低调”。
《Dirty Work》是由大卫·帕玛担任主唱的专辑《Can't Buy a Thrill》中的一首歌。布莱恩·斯威特推测，唐纳·费根自己并不想唱这首歌，他和贝克甚至不想把这首歌收录到专辑中，但ABC唱片公司的高管们想在专辑中加入一些更传统的歌曲，因此坚持要把《Dirty Work》收录在内。ABC的高管们也认为这首歌非常适合三犬之夜和草根乐队来演唱。帕玛离开乐队后，史提利·丹不再现场演唱这首歌曲。然而，这首歌在2006年重新流行起来，当时乐队的女伴唱歌手们从一个与已婚男人有染的女人的角度来演唱这首歌。

## 反响
音乐评论家斯蒂芬·托马斯·埃尔温德（英語：Stephen Thomas Erlewine）将《Dirty Work》描述为“颠覆传统的、极好的流行歌曲”，是《Can't Buy a Thrill》专辑中最好的歌曲之一；而MusicHound的作家加里·格拉夫（英語：Gary Graff）称它能“立即让人记住”。《滚石》杂志的评论家詹姆斯·艾萨克斯（英語：James Isaacs）将这首歌的成功归因于它“结合了大卫·帕玛美妙的男高音与厌恶女性的歌词”。同样，罗斯佩尔利（英語：Robustelli）也认为，这首歌中帕玛平顺的嗓音和令人不快的歌词形成了对比。《Dirty Work》被收录在史提利·丹的几张合辑中，包括1993年的《Citizen Steely Dan》、2000年的《Showbiz Kids: The Steely Dan Story, 1972–1980》和2006年的《Steely Dan: The Definitive Collection》。作家J.J. Syrja对于该歌曲被排除在史提利·丹1978年的合辑《Greatest Hits》之外表示惊讶。

## 影视中的使用
这首歌曾出现在《黑道家族》第三季第一集《鲁格里奥先生的邻居》（英語：Mr. Ruggerio’s Neighborhood）中，托尼·索普拉诺（英語：Tony Soprano）一边开着SUV，一边唱着这首歌。这首歌也曾出现在2013年的电影《美国骗局》，不过费根和贝克并未允许这首歌出现在原声大碟中。

## 人员
（摘自专辑封面）
- 唐纳·费根 – Wurlitzer电钢琴，管风琴，备用人声
- 丹尼·迪亚士（英语：Denny Dias） – 民谣吉他
- 傑夫·巴克斯特 – 电吉他
- 华特·贝克 –贝斯吉他，备用人声
- 吉姆·哈德（英语：Jim Hodder (musician)） –鼓，备用人声
- 大卫·帕玛（英语：David Palmer (vocalist)） –主唱
- 杰罗姆·理查森（英语：Jerome Richardson） – 次中音薩克斯風
- 斯努奇·扬（英语：Snooky Young） – 柔音號

## 翻唱
伊恩·马修斯（英語：Ian Matthews）在其1974年的专辑《Some Days You Eat the Bear and Some Days the Bear Eats You》 中翻唱了《Dirty Work》。这是为热门单曲而有意为之。音乐评论家布雷特·哈特恩巴赫（英語：Brett Haretnbach）认为《Dirty Work》是马修斯翻唱的“当下经典歌曲”之一，“很适合他温暖，富有感情的男高音”。作家汤姆·范·马尔德（英語：Tom Van Malder）认为该歌曲是专辑中的“杰出作品”。尽管该翻唱曲目已得到了很好的评价，它并没有引起多大的关注。
由Mike Flicker、Howard Leese和Rob Deans组成的、位于温哥华的音乐工作室Songbird曾发行《Dirty Work》的唱片。这首歌在加拿大小有名气，在1974年秋天的全国流行歌曲榜上达到了第75位。
1974年，音乐组合The Flirtations翻唱了该歌曲，由肯尼·拉古纳（英語：Kenny Laguna）制作。
何塞·费利西亚诺（英語：Jose Feliciano）为他1974年的专辑《For My Love...Mother Music》录制了《Dirty Work》。该专辑由费利西亚诺与史蒂夫·克罗珀（英語：Steve Cropper）共同制作。
梅丽莎·曼彻斯特（英語：Melissa Manchester）在她1976年的专辑《Help Is on the Way》中翻唱了《Dirty Work》，并作为1977年单曲《Be Somebody》的B面发行。
1978年，以安妮塔·波因特（英語：Anita Pointer）为主唱的指针姐妹组合（英語：The Pointer Sisters）为她们的专辑《Energy》录制了《Dirty Work》。《南城星报》（英語：the Southtown Star）的詹姆斯·里奥丹（英語：James Riordan）认为，指针乐队的翻唱与原作的“激情”相符，同时“更感性、更可信”。
劳伦·伍德（英語：Lauren Wood）在1979年为她的同名专辑录制了《Dirty Work》，并由比尔·佩恩（英語：Bill Payne）编排。史提利·丹前成员麦可·麦克唐纳在该版本中担任和声。
台湾女歌手王若琳在她2011年的专辑《为爱做的一切》中翻唱了《Dirty Work》。